# Albert Mungroo
Albert Walther Mungroo (Burnside (Coronie), 8 maart 1931 - Paramaribo, 4, 7 of 8 oktober 2019) was een Surinaams districtscommissaris, econoom en dichter.

## Leven
Albert Mungroo werd geboren in Burnside, in het 'kokosdistrict' Coronie. Hij studeerde in Nederland wiskunde en economie. Na zijn repatriëring werkte hij in zijn geboorteland als districtscommissaris, leraar en tot aan zijn pensionering als directeur van de Bruynzeel Suriname Houtmaatschappij.

## Literair werk
Albert Mungroo schreef voornamelijk lyrische poëzie, traditioneel naar vormgeving (vaak in gospel-stijl) in het Nederlands en Sranantongo. Hij was een christelijk geïnspireerd nationalist en dichtte over land en volk, het leed van de zwarte mens, liefde, mystiek en de Allerhoogste. In 1970 debuteerde hij met Sranan botjetie/Surinaams boeket (1970), daarna volgden de bundels Pe Sranan bigin [Waar Suriname is begonnen] (1975), Een zucht uit het hart (1982), Sabana bromki [Savannebloem] (1991) en Visioenen uit de wind (1995).
In 1988 verscheen een bundel met een titel in het Saramakkaans, Hayka [Luister], waarin Mungroo zeer bewogen poëzie schreef over zeven jonge marrons die te Atjoni aan de Boven-Surinamerivier door soldaten van het Nationaal Leger waren gemarteld en doodgeschoten. 
Mungroo was een groot bewonderaar van Henry Wadsworth Longfellow en schreef een aantal gedichten in het Engels. Voor de orde van de Rozenkruisers schreef hij in 1984 het moraalspel met zang en dans De twijfel en de ziel. In de anthologie Nieuwe Surinaamse verhalen (1986, onder redactie van Michiel van Kempen) verscheen zijn verhaal 'Het weeklagen van de kankantrie', een samenvlechting van twee orale vertellingen. Hij droeg ook bij aan de Engelstalige bloemlezing Considerations (2003) die werd uitgegeven door acht leden van Schrijversgroep '77.
Albert Mungroo was de derde voorzitter van de Schrijversgroep ’77 (na Frank Martinus Arion en Mechtelly) en trad in die hoedanigheid in de jaren ’80 frequent op met poëzievoordrachten.

## Over Albert Mungroo
- Michiel van Kempen, Een geschiedenis van de Surinaamse literatuur. Breda: De Geus, dl. II, pp. 1056-1057.